# Mouvement Palikot
Le mouvement Palikot (Ruch Palikota en polonais), est un ancien parti politique polonais créé en 2010 et dirigé par Janusz Palikot.

## Histoire
Janusz Palikot, député en rupture de la Plate-forme civique, crée en 2010 un mouvement laïque, social-libéral, anticlérical, qui, obtenant plus de 10 % des suffrages exprimés, remporte 40 sièges de député à la diète lors des élections parlementaires de 2011 (dont Łukasz Gibała).
En octobre 2013, le mouvement Palikot laisse la place à Twój Ruch (Ton mouvement) en intégrant deux autres formations : Ruch Społeczny Europa Plus, du député européen Marek Siwiec, et Raison de la gauche polonaise.